# 黃紹銘
拿督黃紹銘（Billy Ng Seow Meng，1940年—），生於柔佛州新山，馬來西亞已退役男子羽球運動員。

## 生平
黃紹銘的父親是潮州人，曾在1920年代至1930年代代表柔佛州參加羽球錦標賽；母親是同州另一位羽球冠軍黃秉璇的遠親。他在1959年8月獲得馬來西亞男學生單打冠軍。當時他是著名的新山寬柔中學學生。同月下旬，他率領馬來亞學校聯隊對陣印尼青年隊，在那次比賽裡他以15-12、15-12直落二擊敗後來當過林丹教練的湯仙虎。
黃紹銘代表馬來亞於1962年在首屆亞洲羽球錦標賽中獲得男子單打亞軍。1964年，他贏得馬來亞羽球公開賽男子單打冠軍。他還是馬來西亞1967年湯姆斯盃冠軍隊的成員，也是1966年亞洲運動會羽毛球比賽男子團體銀牌的成員。1967年的湯姆斯盃，馬來西亞代表隊是在印尼雅加達史納延紀念體育館充滿敵意的環境中比賽。
2007年，黃紹銘被選入馬來西亞奧林匹克理事會的名人堂。三年後的2010年7月，他被授予Darjah Indera Mahkota Pahang（DIMP）頭銜。